# Gábor Király
Gábor Ferenc Király (Sambotel, 1. travnja 1976.) mađarski je umirovljeni nogometaš koji je zadnje igrao za mađarski nogometni klub Szombathelyi Haladás. Király je bivši vratar mađarske nogometne reprezentacije. 
Király je poznat po nošenju sive trenerke na utakmicama. "Uvijek sam igrao u donjem dijelu trenirke. Bilo mi je svejedno kakve su, važno je bilo samo da su duge. Jednom prilikom, mislim da je to bilo 1996. kad sam igrao u Szombathelyju, crne hlače su mi se raspale i morao sam obući sive. Otkako sam ih obukao nismo izgubili deset utakmica zaredom i spasili smo se od ispadanja. Od tada kud ja, tu i moja siva trenerka. I tako će biti sve dok ne prestanem igrati nogomet", izjavio je Király.
Nakon 26 godina profesionalne nogometne karijere, Király u svibnju 2019. godine odlazi u igračku mirovinu.

## Klupska karijera

### Početak
Profesionalnu karijeru je započeo u 1993. godini u Szombathelyi Haladás, klubu iz rodnog grada. Nakon četiri godine je prešao u njemačku Herthu BSC. U Herthi BSC je jedno vrijeme bio drugi vratar iza Christiana Fiedlera do prve ligaške pobjede u sezoni 1997./98. protiv 1. FC Kölna u rujnu 1997. godine. Tada je Király postao prvi vratar berlinske momčadi i Fiedler od tada više nije igrao niti jednu utakmicu u Bundesligi do veljače 2000. godine. U zimi 2003. godine je Hans Meyer postao novi trener Herthe BSC, koji je Fiedlera ponovno postavio za prvog vratara. Király je tada odbio produžiti ugovor s Herthom BSC i u zadnjoj utakmici sezone sezoni 2003./04. je dobio 14 minuta na terenu protiv 1. FC Kölna, momčadi protiv koje je i debitirao. 

### Crystal Palace
Engleski nogometni klub Crystal Palace je bio prvi Királijev klub u Premier ligi i prvo pojačanje kluba u 2004./05. sezoni. Međutim nakon transfera Mađarca, Crystal Palace je doveo drugog vratara, Argentinca Juliána Speronija, koji je postao prvi vratar. Király je debitirao za Crystal Palace protiv Hartlepool Uniteda. Nakon te utakmice je Király postao prvi vratar Crystal Palacea, gdje je u svojoj prvoj sezoni odigrao 32 utakmice. Međutim, Crystal Palace je ipak ispao iz Premier lige. U sljedećoj sezoni je ostao prvi vratar i branio je u 43 utakmicama u Championshipu.
U svibnju 2006. godine je Király zatražio transfer u drugi klub. Direktor Crystal Palacea je ipak izjavio da nisu dobili službene ponude za mađarskog vratara i tako je započeo svoju treću sezonu u Londonu.
S dolaskom vratara Scottom Flindersom je Király ubrzo izgubio svoju poziciju kao prvi vratar. Ipak je trener nakon dvije utakmice, u kojima je Flinders ukupno sedam golova primio, dao prednost Királyu.

#### West Ham United i Aston Villa
Potom je dva tjedna posuđen West Ham Unitedu, gdje nije upisao nijedan nastup. 
Nakon što je se vratio u Crystal Palace, Király je ponovno otišao na posudbu. Zbog ozljeđenih vratara Thomasa Sørensena i Stuarta Taylora, Aston Villa je privremeno primila mađarskog vratara u svoje redove kao zamjenu za ozljeđene vratare. U Aston Villi je u utakmici protiv Bolton Wanderersa po prvi nakon osamnaest mjeseci opet nastupio u Premier ligi. Királyjeva zadnja utakmica u dresu Aston Ville je bila u FA kupu protiv Manchester Uniteda na Old Traffordu. 12. siječnja 2007. godine je se Király vratio u Crystal Palace, nakon što su Sørensen i Taylor ozdravili.
Krajem tog mjeseca je Crystal Palace s Királyjem u golu odigrala neriješeno protiv Sunderlanda. Király je ostao u momčadi do kraja te sezone. U svibnju 2007. godine je trener Peter Taylor službeno objavio da je Király napustio Crystal Palace.

### Burnley
Burnley ga je potom potpisao u svibnju 2007. godine. Prvu sezonu u Burnleyju je započeo s ozljedom, no do kraja 2007. godine je bio u svakoj utakmici pod gredom. U Burnleyju je konkurirao za mjesto prvog vratara s Dancem Brianom Jensenom. Jensenu je trener Owen Coyle ipak dao prednost, koji je ostao na golu Burnleyja do kraja te sezone. S transferom Diega Pennyja u ljeto 2008. godine, Király je postao treći vratar i proveo je prvu polovicu sezone kao zamjena za vratara u drugoj momčadi. 
 U siječnju 2009. godine je posuđen njemačkom Bayeru iz Leverkusena. U Bayeru nije nastupao za prvu momčad. Nakon povratka u Burnley, Király je napustio engelski klub zajedno sa Steve Jonesom i Alan Mahonom.

### 1860 München
Zatim ga je njemački TSV 1860 München potpisao u lipnju 2009. na dvije godine. Nakon druge utakmice u 2. Bundesligi u sezoni 2014./15. je Király, zajedno s četvoricom suigračima suspendiran i poslan u drugu momčad minhenskog kluba. Király je urugvajskog suigrača Garyja Kagelmacher fizički napao tijekom utakmice, a drugi kažnjeni igrači su izbačeni iz prve momčadi zbog noćnog provoda. Krajem te sezone je vratar nakon pet godina napustio 1860 München.

### Fulham
Iz Njemačke je se mađarski vratar vratio u London da bi potpisao za Fulham s 38 godina. Debitirao je za Fulham u 0:3 porazu protiv Readinga u rujnu 2014. Király je bio svih 90 minuta na golu.

### Szombathelyi Haladás
Nakon osamnaest godina je se Király vratio u svoj stari klub Szombathelyi Haladás. U prvoj sezoni je igrao preko 30 puta. 
U svibnju 2019. godine je mađarski vratar objavio da odlazi u igračku mirovinu nakon 26 godina profesionalne karijere. 'Hvala nogometu, jer me je naučio svemu i zbog njega sam postao bolji čovjek. Svakodnevno sam se s poštovanjem spremao, uvijek sam se trudio da dajem maksimum. Hvala obitelji i prijateljima jer su uvijek bili pored mene i bodrili me. Bez njih ne bi ni uspjelo ovo 'obiteljsko putovanje' koje je trajalo 26 godina', izjavio je Király.

## Reprezentativna karijera
Za mađarsku nogometnu reprezentaciju je debitirao u 1998. godini i skupio je 108 nastupa za Nemzeti Tizenegy. Protiv Austrije je Király debitirao, gdje je nakon četiri minute obranio penal najboljeg strijelca u povijesti austrijske reprezentacije, Tonija Polstera. Király je bio jedini reprezentativac koji je igrao u svim kvalifikacijskim utakmicama za Svjetsko prvenstvo u Njemačkoj. 11. kolovoza 2006. godine je Mađarska izgubila od Malte s 2:1 s Királyjem na vratima. To je bila njegova zadnja utakmica za reprezentaciju, dok ga nije tadašnji izbornik Erwin Koeman pozvao za kvalifikacijske utakmice protiv Švedske i Portugala u rujnu 2009. godine. U reprezentaciji je tada bio drugo vratar iza Gábora Babosa. Protiv Norveške je odigrao svoju stotu utakmicu za reprezentaciju u dodatnim kvalifikacijama za Europsko prvenstvo u Francuskoj. Nakon Józsefa Bozsika je Király postao drugi reprezentativac koji je uspio skupiti 100 nastupa. Mađarski nogometni izbornik objavio je u svibnju 2016. popis za nastup na Europsko prvenstvo u Francuskoj, na kojem se nalazio Király. Vratar mađarske reprezentacije je se tijekom prve utakmice na Europskom prvenstvu upisao u povijest kao najstariji igrač koji je nastupio na europskom prvenstvu. Király je u susretu protiv Austrije nastupio s 40 godina i 74 dana postavši prvi 40-godišnjak u povijesti EURO-a. Od reprezentacije je se službeno oprostio nakon Europskog prvenstva. U karijeri je branio protiv 46 različitih momčadi, a 104 puta je utakmicu počeo kao prvi vratar.